# ديفيد بوب (كرة سلة)
ديفيد بوب (بالإنجليزية: David Pope)‏ مواليد 15 أبريل 1962 في نيوبورت نيوز - الوفاة 21 أكتوبر 2016، كان لاعب كرة سلة أمريكي. تم اختياره من قبل فريق يوتا جاز خلال الدرافت. بلغ طوله 6 قدم 7 بوصة (2.0 م). لعب مع سكرامنتو كينغز وسياتل سوبرسونيكس.

## روابط خارجية
- ديفيد بوب على موقع إن بي أي (الإنجليزية)
- ديفيد بوب على موقع سبورتس رفرنس (الإنجليزية)
- ديفيد بوب على موقع ريلجم (الإنجليزية)
- ديفيد بوب على موقع بروبوليرز (الإنجليزية)